# Stephen Clark Foster (Politiker, 1799)

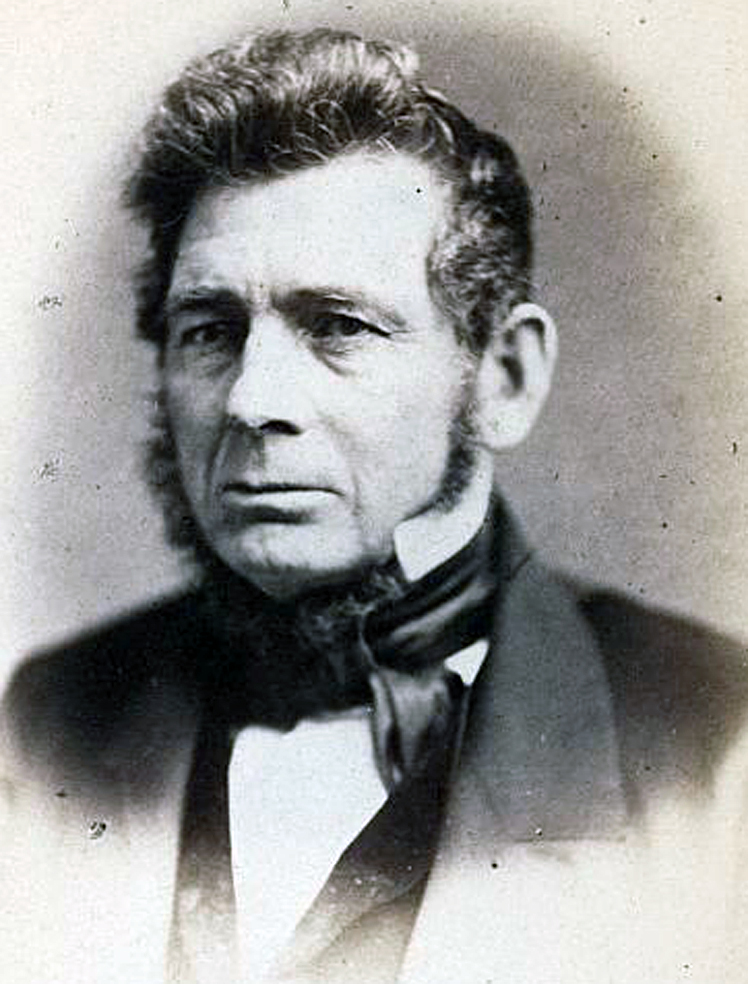
Stephen Clark Foster (1859)

Stephen Clark Foster (* 24. Dezember 1799 in Machias,  Washington County, Massachusetts; † 5. Oktober 1872 in Pembroke, Maine) war ein US-amerikanischer Politiker. Zwischen 1857 und 1861 vertrat er den Bundesstaat Maine im US-Repräsentantenhaus.

## Leben
Stephen Foster wurde 1799 in Machias geboren, das damals noch zu Massachusetts gehörte und seit 1820 Teil des damals gegründeten Staates Maine ist. Er besuchte die öffentlichen Schulen seiner Heimat und wurde dann Schmied. Dabei war er vor allem beim Schiffbau tätig. Neben seiner Tätigkeit als Schmied begann Foster auch eine politische Laufbahn. Zwischen 1834 und 1837 saß er als Abgeordneter im Repräsentantenhaus von Maine. Im Jahr 1840 war er Mitglied und Präsident des Staatssenats. 1847 wurde er erneut in das Repräsentantenhaus von Maine gewählt. In den 1850er Jahren wurde er Mitglied der 1854 gegründeten Republikanischen Partei.
1856 wurde Foster im sechsten Wahlbezirk von Maine in das US-Repräsentantenhaus in Washington, D.C. gewählt, wo er am 4. März 1857 die Nachfolge von Thomas J. D. Fuller antrat. Nach einer Wiederwahl im Jahr 1858 konnte er bis zum 3. März 1861 zwei Legislaturperioden im Kongress absolvieren. Diese waren von den Ereignissen im Vorfeld des Bürgerkrieges überschattet. Foster erlebte Anfang 1861 den Auszug der Abgeordneten aus dem Südstaaten. Im Frühjahr 1861 war er Mitglied einer Friedenskonferenz in der Bundeshauptstadt Washington, die erfolglos den Ausbruch des Bürgerkriegs zu verhindern suchte.
Nach dem Ende seiner Zeit im Repräsentantenhaus zog sich Stephen Foster aus der Politik zurück. Er starb im Oktober 1872 in Pembroke und wurde dort auch beigesetzt.